# Spatola (attrezzo)

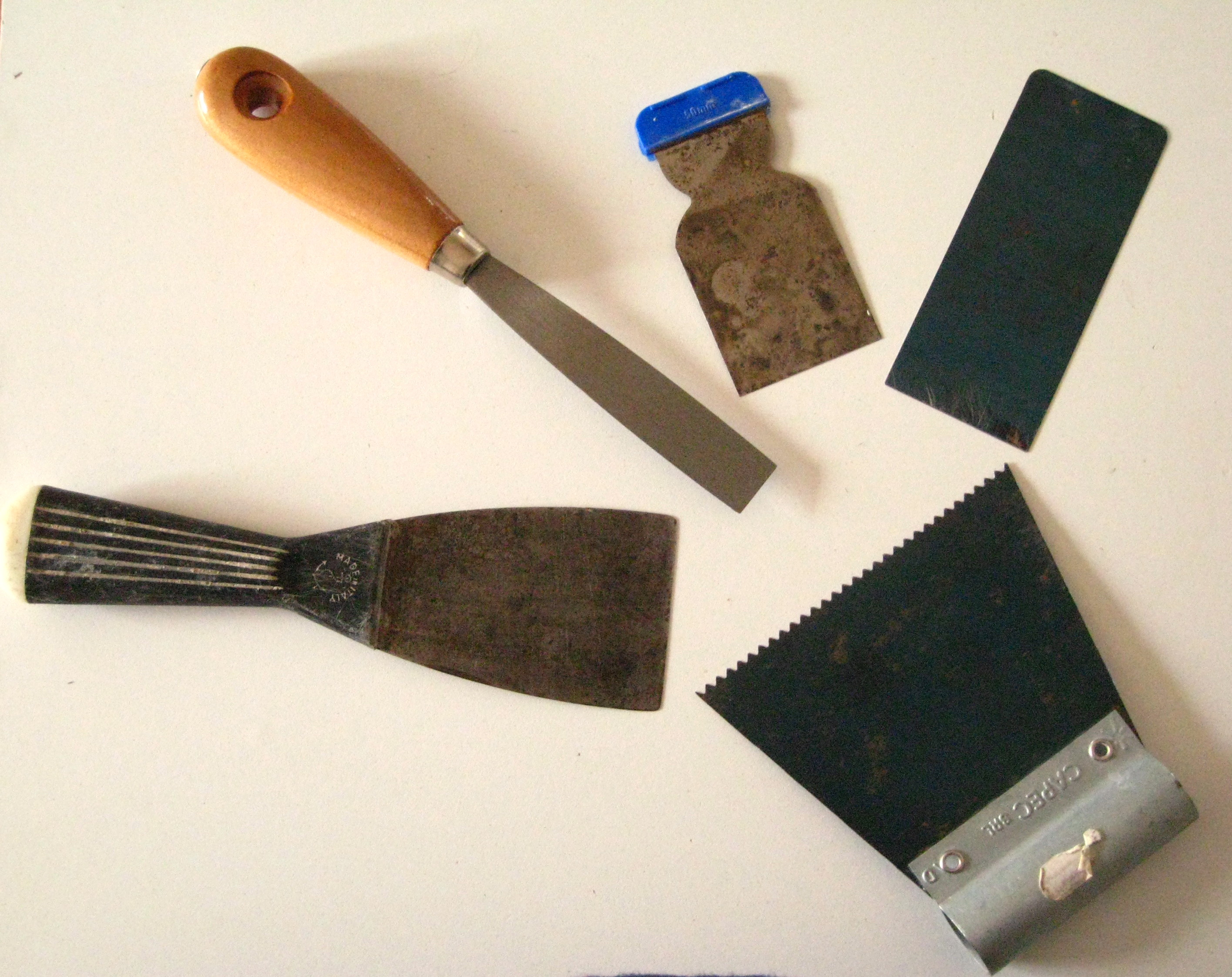
Vari tipi di spatole

La spatola è un attrezzo utilizzato per la manipolazione di sostanze allo stato pastoso. Il nome deriva dal latino spatula, diminutivo di spatha, spada.
È composta da una stecca o lamina di metallo flessibile, senza bordo tagliente, di diverse forme e dimensioni ed è generalmente fornita di manico in legno, plastica o metallo. La spatola viene usata in vari contesti; ad esempio nei laboratori chimici, in edilizia e nella cucina.

## Artistico
Nella pittura viene usata per mescolare i colori sulla tavolozza. Le spatole sono state usate da alcuni pittori anche per applicare il colore direttamente sulla tela, soprattutto nella seconda metà del XIX secolo (vedi anche mestichino).

Nella lavorazione dell'argilla si usano spatole sagomate e molto flessibili, in lamina d'acciaio molto sottile, per la finitura delle superfici.

## Cucina
Sono dotate di un manico di plastica o legno e di lama lunga o corta spesso realizzata con acciaio inox, plastica  o gomma. Le tipologie possono essere diverse a seconda dello scopo da raggiungere:

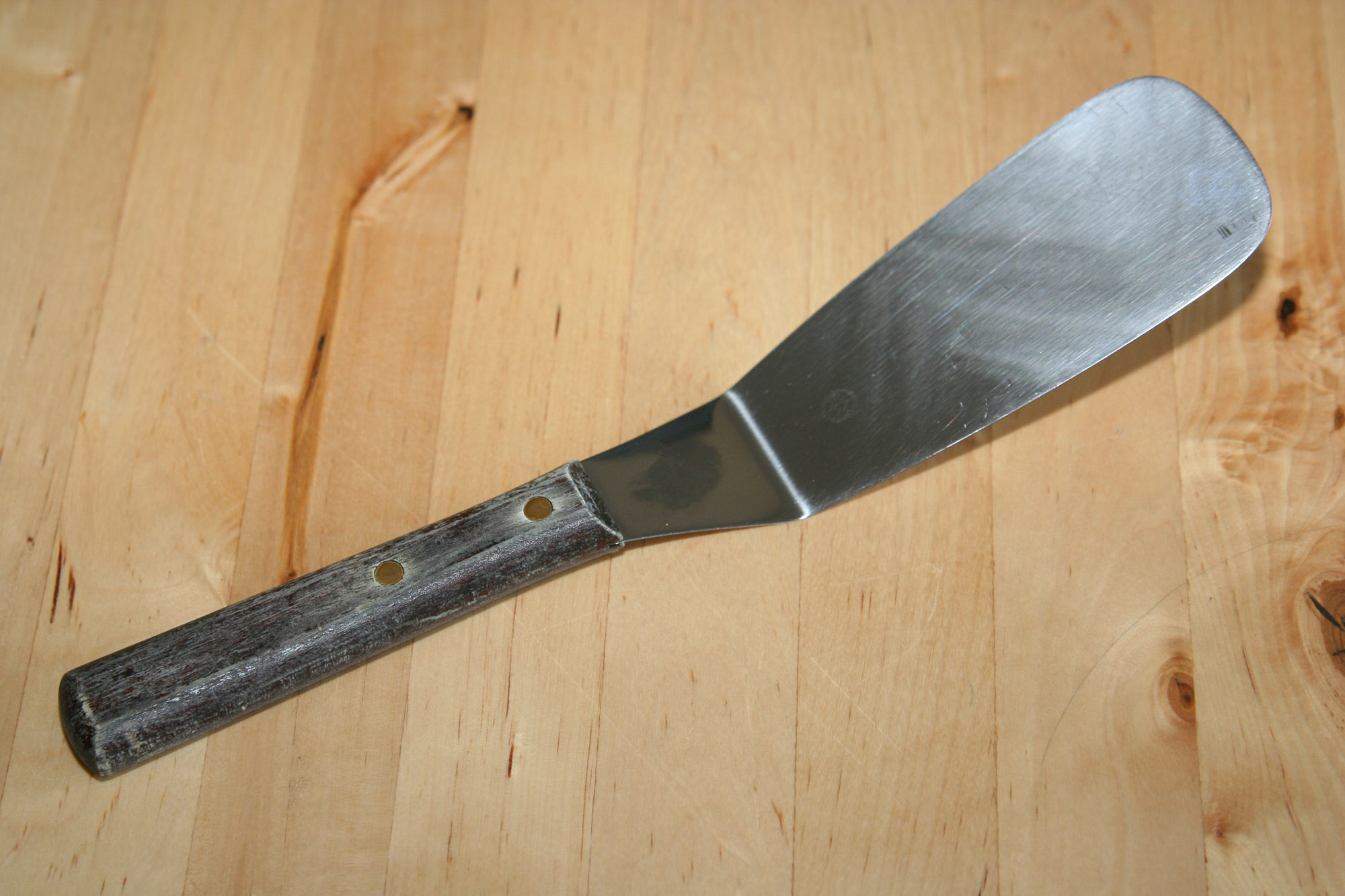
Spatola da griglia.

- a lama curva, per togliere gli alimenti da recipienti con pareti curve come ciotole o robot da cucina. Sono di plastica con manico lungo per evitare di infilare la mano nei contenitori. È anche detta "marisa" o, in francese, "maryse"[1]
- da pasticcere: a lama lunga e flessibile, serve per stendere e pareggiare creme sui dolci.
- da grill: a lama corta e larga con manico perpendicolare, serve per girare alimenti durante la cottura di hamburger, crepes e uova.
- a lama corta con o senza manico, per raschiare le superfici, ripuliscono sommariamente il tavolo o il tagliere permettendo di recuperare i residui del materiale lavorato, pasta, pane, carne. Serve anche per impastare o dividere masse semisolide. È detto anche "tarocco".
- da birra, è l'attrezzo che viene usato nella spillatura per tagliare l'eccesso di schiuma dal bicchiere.

## Edilizia
Utilizzata per la manipolazione di malte e stucchi. Ve ne sono di varie forme e dimensioni; quella usata per stendere e distribuire la colla per piastrelle è dotata di una dentellatura lungo il bordo.

## Restauro
Spatola dentata di forma triangolare, caratterizzata dalla presenza di denti sulla lama. Utilizzata ad esempio per stendere in modo omogeneo la colla pasta negli interventi di foderatura.

## Carrozzeria
Le spatole da carrozziere sono piccole, rettangolari, in acciaio estremamente flessibile, e vengono usate per le stuccature della carrozzeria.